# Liebe ist nur ein Wort (1971)
Liebe ist nur ein Wort ist ein Film von Alfred Vohrer, der sich inhaltlich an den gleichnamigen Roman Johannes Mario Simmels anlehnt. Es ist der zweite von sechs Filmen, die Alfred Vohrer nach Romanen von Johannes Mario Simmel für Roxy Film inszeniert.

## Handlung
Der 21-jährige Oliver Mansfeld ist der Sohn eines korrupten Großindustriellen. Er versucht verspätet, in einem Internat sein Abitur zu absolvieren. Hals über Kopf verliebt er sich in die zehn Jahre ältere Verena Angenfort. Allerdings ist diese mit einem viel älteren Bankier verheiratet, der Geschäfte mit Olivers Vater macht. Verena und Oliver beginnen eine heftige, aber kurzlebige Affäre. Mansfeld durchschaut nicht rechtzeitig das Netz aus Intrigen und Verstrickungen um ihn herum und begeht schließlich Selbstmord.

## Sonstiges
Die Außenaufnahmen entstanden u. a. auf der Burg Münzenberg und auf dem Areal der Burg Friedberg. Außerdem ist der Rosentalviadukt zu sehen.

## Kritik
Lexikon des internationalen Films: Der kritisch gemeinte Versuch, den Stellenwert der Liebe in einer von Wohlstandsdenken und Pseudomoral bestimmten Gesellschaft darzulegen, endet wegen Klischeepsychologie, Sentimentalitäten und Milieu-Schick nur in trivialer Unterhaltung.

## Auszeichnungen
Der Schauspieler Malte Thorsten erhielt 1972 als bester Nachwuchsschauspieler den Bundesfilmpreis.

## Neuverfilmung
Unter der Regie von Carlo Rola wurde der Roman als Fernsehfilm neu umgesetzt und am 17. März 2010 erstmals im ZDF ausgestrahlt. In der Neuverfilmung spielen Nadeshda Brennicke (Verena Lord), Miroslav Nemec (Manfred Lord) sowie Vinzenz Kiefer (Oliver Mansfeld).